# Altes Pfarrhaus (Schöckingen)

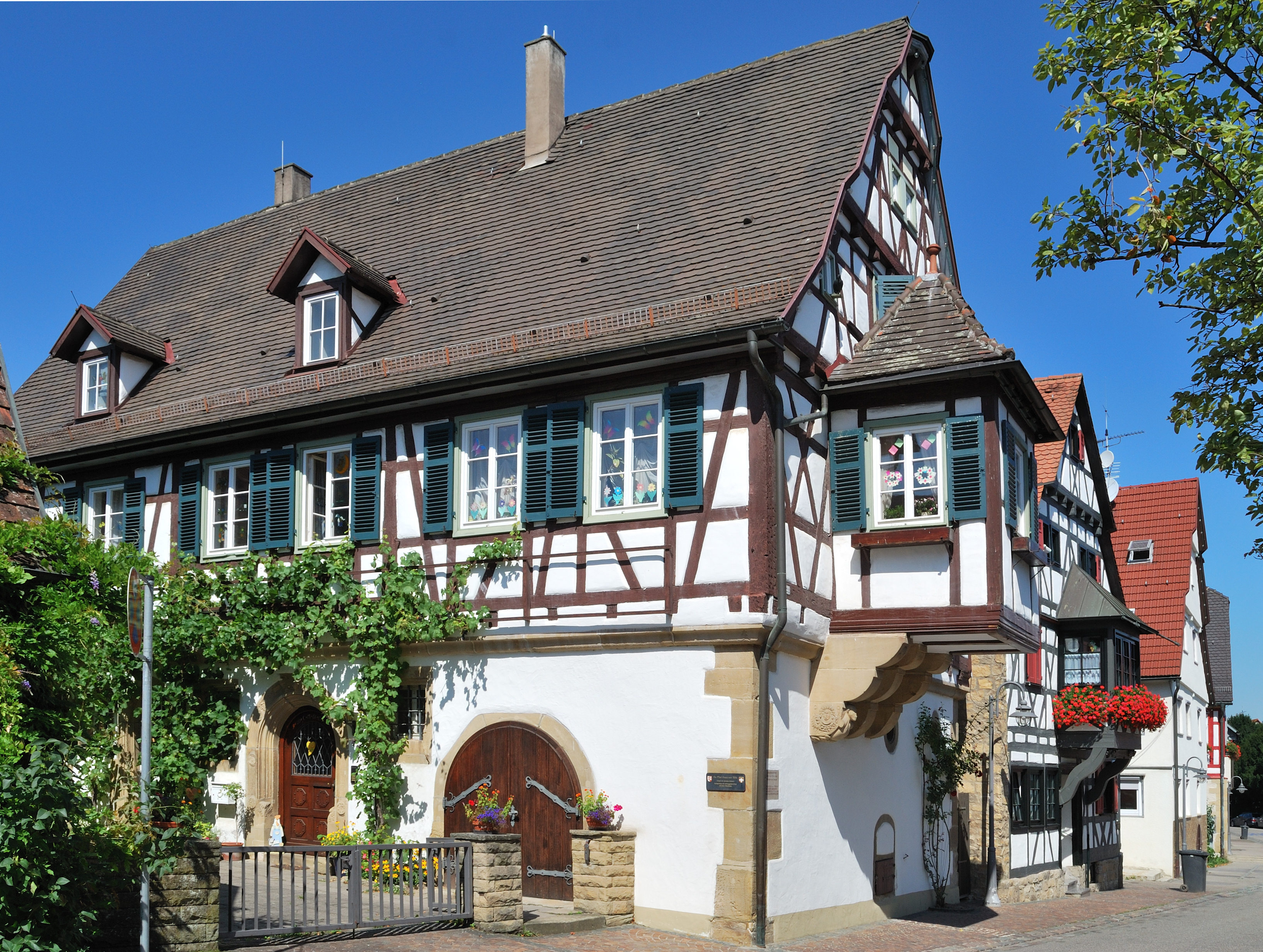
Aufnahme des Pfarrhauses von 2009

Das Alte Pfarrhaus in Schöckingen, einem Ortsteil der Stadt Ditzingen im Landkreis Ludwigsburg, ist ein Kulturdenkmal nach § 28 DSchG BW.

## Geschichte
Das ortsbildprägende zweigeschossige Fachwerkhaus mit massivem Erdgeschoß mit Eckquaderung und Rundbogenkellertor sowie einem weit in die Schlossstraße auskragenden Erker im Obergeschoss wurde 1594 unter Mitwirkung des Steinmetzen Jeremias Schwarz aus Leonberg errichtet. Das Baujahr ist auf der reich verzierten Türrahmung belegt.
Auftraggeber war der Schloss- und Kirchenherr Martin von Nippenburg. Erst nach der Fertigstellung, 1599, wurde in Schöckingen unter dem Druck des württembergischen Landesherrn die Reformation eingeführt. 1740 wurde in dem Haus Christoph Dionysius von Seeger, der langjährige Intendant der Hohen Karlsschule in Stuttgart, geboren.